# دار الشجاع (الشعر)

تعديل مصدري - تعديل

دار الشجاع هي إحدى قرى عزلة الوسط بمديرية الشعر التابعة لمحافظة إب، بلغ تعداد سكانها 306 نسمة حسب تعداد اليمن لعام 2004.